# Drepanornis bruijnii
La paradisea dal becco a falce becco chiaro o falcibecco beccochiaro (Drepanornis bruijnii Oustalet, 1880) è un uccello passeriforme della famiglia Paradisaeidae.

## Etimologia
Il nome scientifico di questi uccelli venne scelto in omaggio al mercante e naturalista olandese Antonie Augustus Bruijn.

## Descrizione

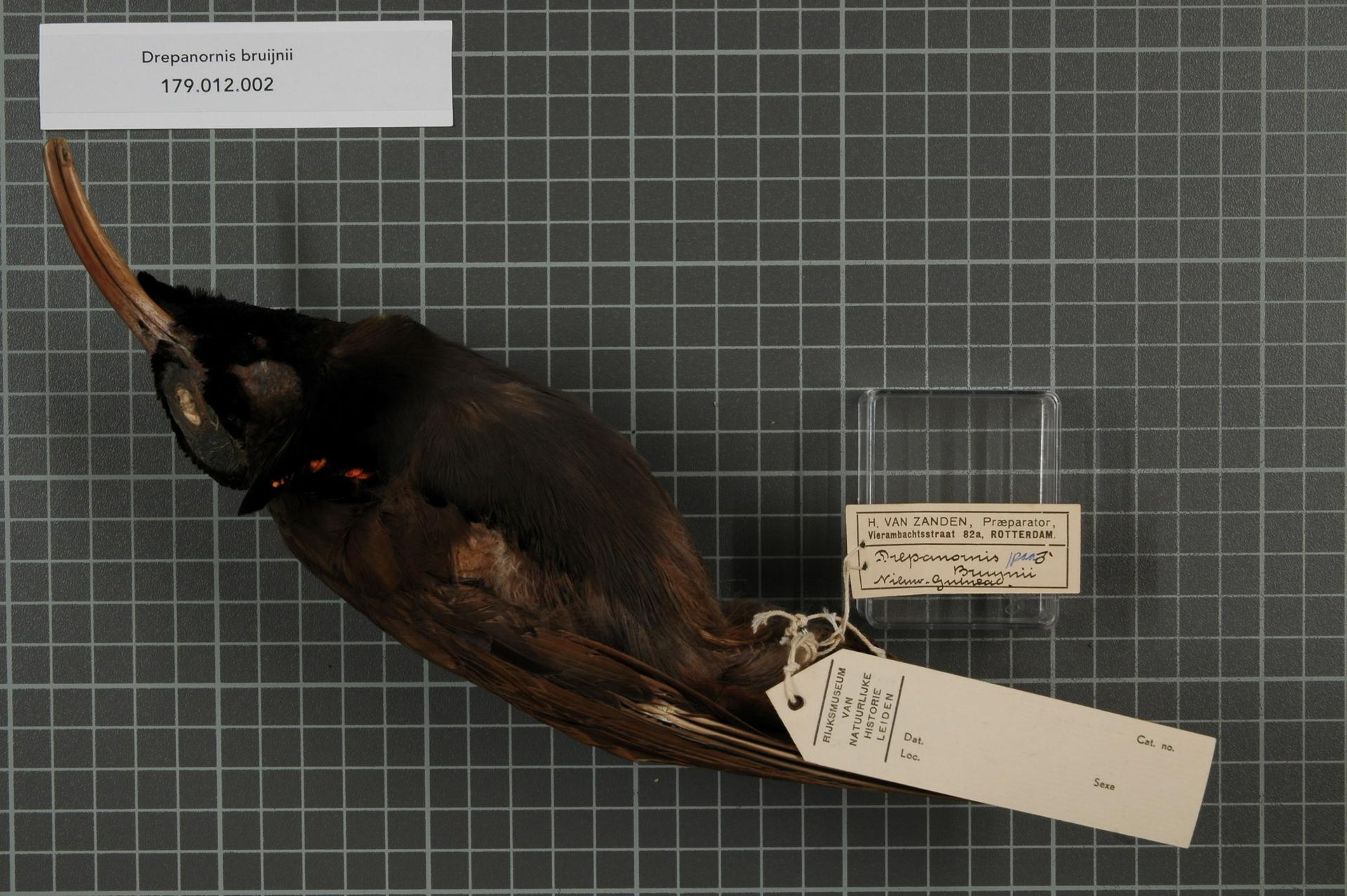
Maschio impagliato.

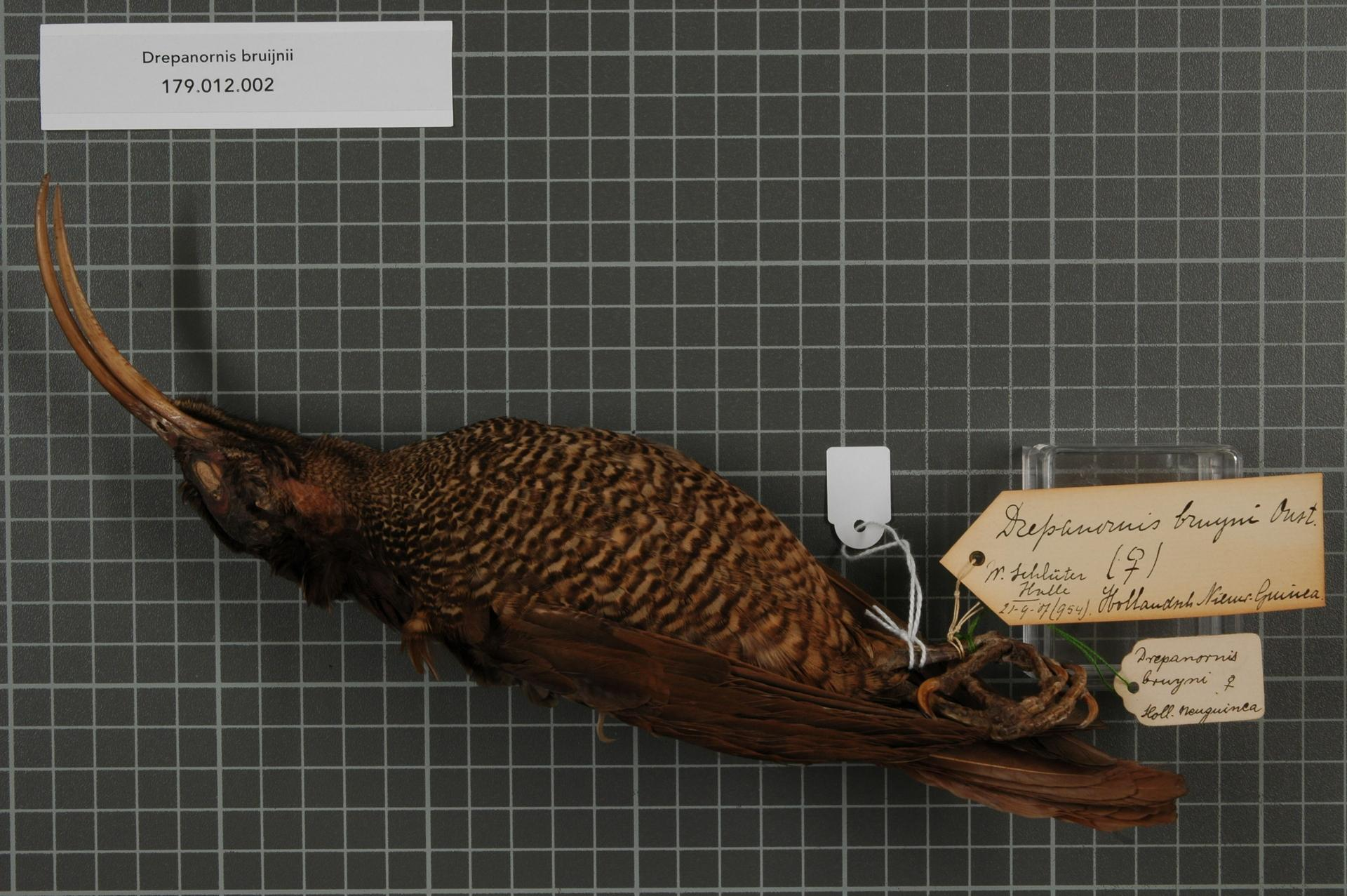
Femmina impagliata.

### Dimensioni
Misura 34-35 cm, per 160-207 g di peso: a parità d'età, le femmine appaiono leggermente più pesanti rispetto ai maschi.

### Aspetto
La paradisea dal becco a falce becco nero può ricordare a prima vista una grossa nettarinia o ancor più una falsa nettarinia, per i colori sgargianti, il lungo becco ricurvo e ali e coda corte e arrotondate.

I due sessi presentano differenze nella colorazione, tuttavia il dimorfismo sessuale non è così estremo come osservabile invece in altri uccelli del paradiso: le femmine, infatti, presentano testa e nuca nerastre, guance e gola gialline, petto e ventre biallo-bruni con singole penne orlate di bruno scuro a dare un effetto a scaglie, mentre dorso e ali sono bruni e la coda è di color nocciola. Il maschio presenta anch'esso testa nera e dorso e ali bruni, ma guance e gola sono anch'esse nere (con vividi riflessi metallici bluastri), il petto ed il ventre sono cenerini, la coda è di colore bruno-rossiccio e sui fianchi sono presenti iridescenze metalliche verdi (presenti anche sulla parte superiore del petto), mentre ai lati del petto è presente un ciuffo di penne erettili grigio-nerastre con orli dalle sfumature bronzee. In ambedue i sessi è presente un'estesa zona di pelle nuda di colore azzurro-bluastro attorno agli occhi, che sono bruni: le zampe sono invece nere, mentre il becco (come intuibile dal nome comune) è di colore grigio-bluastro, con l'interno della bocca giallo brillante nei maschi.

## Biologia
Si tratta di uccelli diurni e solitari, che si muovono con grande circospezione mantenendosi perlopiù nella canopia, passando la maggior parte del proprio tempo alla ricerca di cibo.

### Alimentazione
La loro dieta si compone di frutta (soprattutto drupe e invertebrati: questa specie risulta meno spiccatamente insettivora rispetto alla congenere e affine falcibecco becconero.

### Riproduzione
Non si hanno dati certi sulla riproduzione di questi uccelli, tuttavia sono stati osservati maschi in parata in agosto e femmine nidifcanti in novembre: il corteggiamento appare identico a quello del congenere falcibecco becconero, e si ha motivo di ritenere che anche le cure parentali non differiscano significativamente per modalità e tempistiche da quelle della specie congenere ed in generale da quanto osseevabile negli altri uccelli del paradiso.

## Distribuzione e habitat
La paradisea dal becco a falce beccochiaro è endemica della Nuova Guinea, dove occupa un areale corrispondente alla zona di fascia costiera settentrionale dell'isola compresa grossomodo fra il limite orientale della baia di Cenderawasih e il bacino del fiume Sepik.
La specie è nota anche come paradisea dal becco a falce di pianura, in virtù delle sue preferenze in termini di habitat:  questi uccelli, infatti, sono abitatori della foresta pluviale primaria e secondaria di pianura, prediligendo le aree di vegetazione non eccessivamente fitta e spingendosi anche nei campi di taglio selettivo.